# Christlich Soziale Partei (België)
De Christlich-Soziale Partei is een Belgische politieke partij die actief is in de Duitstalige Gemeenschap.

## Historiek
Tijdens de verkiezingen voor het Europees Parlement in 1994, 1999, 2004, 2009, 2014 en 2019 won de partij, als deel van de Europese Volkspartij de enige zetel in het parlement die voor de Duitstalige Gemeenschap is gereserveerd. 

## Structuur
De CSP is de opvolger van PSC. Ze is naar eigen zeggen een zusterpartij van het Franstalige Les Engagés en de Vlaamse CD&V. De huidige partijvoorzitter is Jérôme Franssen. De hoofdzetel is gelegen in de Kaperberg 6 te Eupen.

### (Voormalige) voorzitters
| Tijdspanne   | Voorzitter        |
| ------------ | ----------------- |
| 1971 - 1976  | Albert Gehlen     |
| 1976 - 1981  | Manfred Nussbaum  |
| 1981 - 1999  | Johann Haas       |
| 1999 - 2004  | Hubert Chantraine |
| 2004 - 2010  | Mathieu Grosch    |
| 2010 - 2015  | Luc Frank         |
| 2015 - 2020  | Pascal Arimont    |
| 2020 - heden | Jérôme Franssen   |

## Politieke mandaten

### Verleden

#### Overzicht regionale regeringsdeelnames
| Regering             | minister-president | Partijen        | Periode      |
| -------------------- | ------------------ | --------------- | ------------ |
| Regering-Fagnoul     | Bruno Fagnoul      | PFF, CSP, SP    | 1984 - 1986  |
| Regering-Maraite I   | Joseph Maraite     | CSP, PFF        | 1986 - 1990  |
| Regering-Maraite II  | Joseph Maraite     | CSP, PFF, SP    | 1990 - 1995  |
| Regering-Maraite III | Joseph Maraite     | CSP, SP         | 1995 - 1999  |
| Regering-Paasch III  | Oliver Paasch      | ProDG, CSP, PFF | 2024 - heden |

#### Gewezen ministers
De ministers en staatssecretarissen van de CSP van 1984 tot heden zijn/waren:
- Joseph Maraite
- Jérôme Franssen

- Mathieu Grosch
- Wilfried Schröder

### Heden

#### Supranationaal niveau
Verkozene in het Europees Parlement is: 
- Pascal Arimont

#### Federaal niveau
Verkozene in de Kamer van volksvertegenwoordigers is:
- Luc Frank

#### Regionaal niveau

##### Uitvoerende macht
| Duitstalige Gemeenschapsregering Paasch III | Duitstalige Gemeenschapsregering Paasch III | Duitstalige Gemeenschapsregering Paasch III |
| Functie                                     | Naam                                        | Bevoegdheid                                 |
| ------------------------------------------- | ------------------------------------------- | ------------------------------------------- |
| Viceminister-president                      | Jérôme Franssen                             | Onderwijs, Opleiding en Werkgelegenheid     |

##### Wetgevende macht
De verkozenen in het Parlement van de Duitstalige Gemeenschap zijn:
- Patricia Creutz-Vilvoye
- Marcel Henn
- Stephanie Pauels

- Etienne Simar
- Lukas Teller

#### Lokaal niveau

##### Provinciaal niveau
Verkozenen in de Luikse provincieraad zijn:
- Belinda Geiben
- Elias Teller

##### Gemeentelijk niveau
De partij heeft 3 burgemeesters:
- Daniel Franzen (Bütgenbach)
- Thomas Lennertz (Eupen)
- Mario Pitz (Raeren)

## Bekende (ex-)leden
- Pascal Arimont
- Manfred Betsch
- Joseph Bindels
- Mirko Braem
- Helmut Brüll
- René Chaineux
- Hubert Chantraine
- Hubert Cremer
- Patricia Creutz-Vilvoye
- Winfried Croé
- Nicole De Palmenaer
- Marion Dhur
- Eliane Dujardin
- Marc Dürnholz
- Henri Dütz
- Luc Frank

- Erwin Franzen
- Daniel Franzen
- Jérôme Franssen
- Albert Gehlen
- Herbert Genten
- Herbert Grommes
- Mathieu Grosch
- Johann Haas
- Monika Heinen-Knaus
- Carl Hellebrandt
- Werner Hilgers
- Marie-Louise Hilligsmann
- Johann Huppertz
- Jakob Jodocy
- Rolf Kammler

- Raimund Kessler
- Elmar Keutgen
- Heinz Keutgen
- Edmund Klontz
- Erich Krafft
- Uwe Kriescher
- Christian Krings
- Alfred Lecerf
- Rolf Lennertz
- Anne Marenne-Loiseau
- Joseph Maraite
- Emil Mertes
- Patrick Meyer
- Alfred Minke
- Robert Nelles

- Emil Nilles
- Manfred Nussbaum
- Kurt Ortmann
- Firmin Pauquet
- Paula Pfeiffer
- Jacob Pons
- Irene Reinertz-Maraite
- Wilfried Schröder
- Werner Schumacher
- Manfred Schunck
- Willy Schyns
- Arthur Spoden
- Gabriele Thiemann-Heinen
- Peter Van Neuss
- Johann Weynand